# Egzekucja w Molkowym Rowie
Egzekucja w Molkowym Rowie – niemiecka zbrodnia sądowa na ludności cywilnej Inowłodza.

## Charakterystyka
9 lutego 1944 roku na obrzeżach Inowłodza, w miejscu zwanym Molkowym Rowem, Niemcy rozstrzelali 30 mieszkańców wsi. Egzekucji dokonano na podstawie wyroku wydanego przez Sąd Doraźny przy Komendanturze SS i SD dla Dystryktu Radomskiego z 7 lutego 1944 roku. Na jego mocy na karę śmierci zostało skazanych trzydziestu przypadkowych mężczyzn z gminy Inowłódz i powiatu opoczyńskiego schwytanych w łapance. Były to w rzeczywistości działania odwetowe za morderstwo, dokonane przez nieustalonych i niewskazanych w niemieckim wyroku sprawców, na trzech żandarmach niemieckich. Do dziś nie jest jasne, kto stał za zamordowaniem żandarmów, a nawet czy był to zorganizowany zamach, czy spontaniczna strzelanina np. w wyniku niespodziewanego natknięcia się na patrol. Po wojnie we wsi powstały trzy miejsca upamiętniające niemiecką egzekucję: – w centrum Inowłodza stoi pamiątkowy głaz a przy nim krzyż; – w Molkowym Rowie na specjalnie utwardzonym terenie na murowanym podwyższeniu leży pamiątkowa tablica; – i lokalny cmentarz rzymskokatolicki, gdzie po egzekucji pochowano pomordowanych. Władze gminy, uczniowie szkoły podstawowej, mieszkańcy Inowłodza oraz zaproszeni goście co roku w okolicy 9 lutego – w rocznicę egzekucji organizują przemarsz do wszystkich trzech miejsc pamięci. W 78. rocznicę egzekucji – w lutym 2022 roku, w uroczystości upamiętnienia ofiar uczestniczyli jeszcze naoczni świadkowie mordu.